# Melchior Miguel Carneiro Leitão

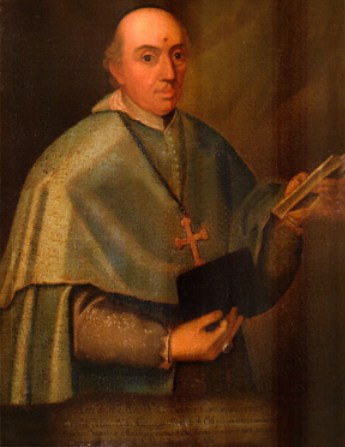
Melchior Miguel Carneiro Leitão

Melchior Miguel Carneiro Leitão SJ (* um 1519 in Coimbra; † 19. August 1583 in Macau, Kaiserreich China) war ein portugiesischer Jesuitenmissionar.
Carneiro trat 1543 nach seinem Studium in den Jesuitenorden ein. 1551 wurde er zum ersten Rektor des Kollegiums von Evora ernannt. Später wurde er zum Rektor des Kollegs von Lissabon ernannt. Simon Rodriguez, der erste Provinzial Portugals, wurde 1553 nach Rom berufen, um sich wegen der Klagen über seine Amtsführung zu rechtfertigen. Der Visitator Nadal wies ihm Carneiro als Reisebegleiter zur Seite. Am 24. Juni 1554 legte er seine Ordensgelübde gegenüber Ignatius von Loyola ab. Zur selben Zeit schrieb König Johann III. von Portugal an Papst Julius III. und Ignatius von Loyola. Er bat um die Ernennung eines Patriarchen für Äthiopien. Der Papst ernannte am 23. Januar 1555 João Nunes Barreto zum Patriarchen von Äthiopien und Andrés de Oviedo, dem das Titularerzbistum Hierapolis in Phrygia zugewiesen wurde, sowie Carneiro zu dessen Koadjutoren. Dieser wurde gleichzeitig zum Titularbischof von Nicaea ernannt. Während Oviedo und Nunes am 5. Mai 1555 zu Bischöfen geweiht wurden, brach Carneiro ohne Bischofsweihe nach Goa auf.
Am 15. Dezember 1560 weihte João Nunes Barreto, Patriarch von Äthiopien, ihn in Goa zum Bischof. Mitkonsekratoren waren Gaspar de Leão Pereira, Erzbischof von Goa, und Jorge de Santa Luzia OP, Bischof von Malakka.
Im September 1565 trat er auf Wunsch von Papst Pius IV. seine Reise nach Macau an. Einige Zeit hielt er sich in Malakka auf. Dort traf er 1567 auf Jorge de Santa Luzia, den Bischof von Malakka. Dieser berichtete ihm, dass er keine kirchliche Gerichtsbarkeit mehr über Macau habe. 1568 kam er in Macau an. Im Jahr darauf gründete er ein Krankenhaus und später ein Leprosorium. Zwischen 23. Januar 1576 und der Ankunft von Leonard Fernandes de Sá 1581 war er Apostolischer Administrator von Macau. Als Nunes Barreto 1577 starb, folgte er als Patriarch nach. Er starb 1583 an Asthma und wurde neben dem Hauptaltar der Pauluskirche begraben.
Obwohl er bis zur Gründung der Diözese Macau im Jahr 1576 nur ein apostolischer Administrator dieser Regionen war, gilt er als erster Bischof von China und Japan. Eine Serie von 5-, 10- und 500-Macau-Pataca-Banknoten trug sein Bild. Zweimal, 1969 und 2006, gab Macau eine Briefmarke zu Ehren seines ersten Bischofs Melchior Carneiro heraus.